# 向山古墳群
向山古墳群（むこうやまこふんぐん）は、鳥取県米子市淀江町福岡にある古墳群。国の史跡に指定されている。

## 概要
古墳時代後期では伯耆最大規模の首長墓群で、1932年（昭和7年）7月23日に群中の岩屋古墳（1号墳）が、1999年（平成11年）7月13日には、長者ヶ平古墳を除く61,082平方メートルが国の史跡に指定されている。
古墳群は通称「向山」と「瓶山」と呼ばれる丘陵上を中心に、現在までに前方後円墳9基、円墳5基、方墳2基、不明1基の、計17基が確認されている。
現在、一帯は「伯耆古代の丘」として整備されており、今後、向山古墳群の本格的な整備も予定されている。近接して、史跡上淀廃寺跡・妻木晩田遺跡が所在する。

## 主な古墳
- 岩屋古墳（いわやこふん）
向山1号墳。全長52メートル、高さ6メートルを測る前方後円墳で、更に後円部に15メートル四方の張り出しが付く。6世紀後葉の築造と考えられる。墳丘は2段で、葺石を有する。明和元年（1764年）に記された『伯路紀草稿』に「岩屋」の記載があり、すでに江戸時代中頃には石室が開口していたことがわかる。石室は全長9メートルを測る複室構造の横穴式石室で、精美な石棺式石室である。前方部が削られた際に、箱式石棺が出土し、礫敷の上に2体を埋葬、鉄刀1点が副葬されていたと伝えられる。周溝からは、土器や円筒埴輪の他に、人物、馬、水鳥など多くの形象埴輪も出土している。
- 長者ヶ平古墳（ちょうじゃがなるこふん）
向山5号墳。全長48mを測る帆立貝式の前方後円墳である。6世紀中頃の築造と考えられる。中央には、明治2年に出土したという大規模な畿内型の横穴式石室が開口している。内部はベンガラで塗られ、鉄刀や鉄鉾が壁に立てかけられ、奥には石棺が置かれていたという記録が残る。また、現在は消滅しているが、明治34年には、その東側で小規模な石槨が検出され、希少な金銅製冠や三累環頭大刀などが出土した。現在、これらの出土品は東京大学の資料館に保管されている。

## ギャラリー

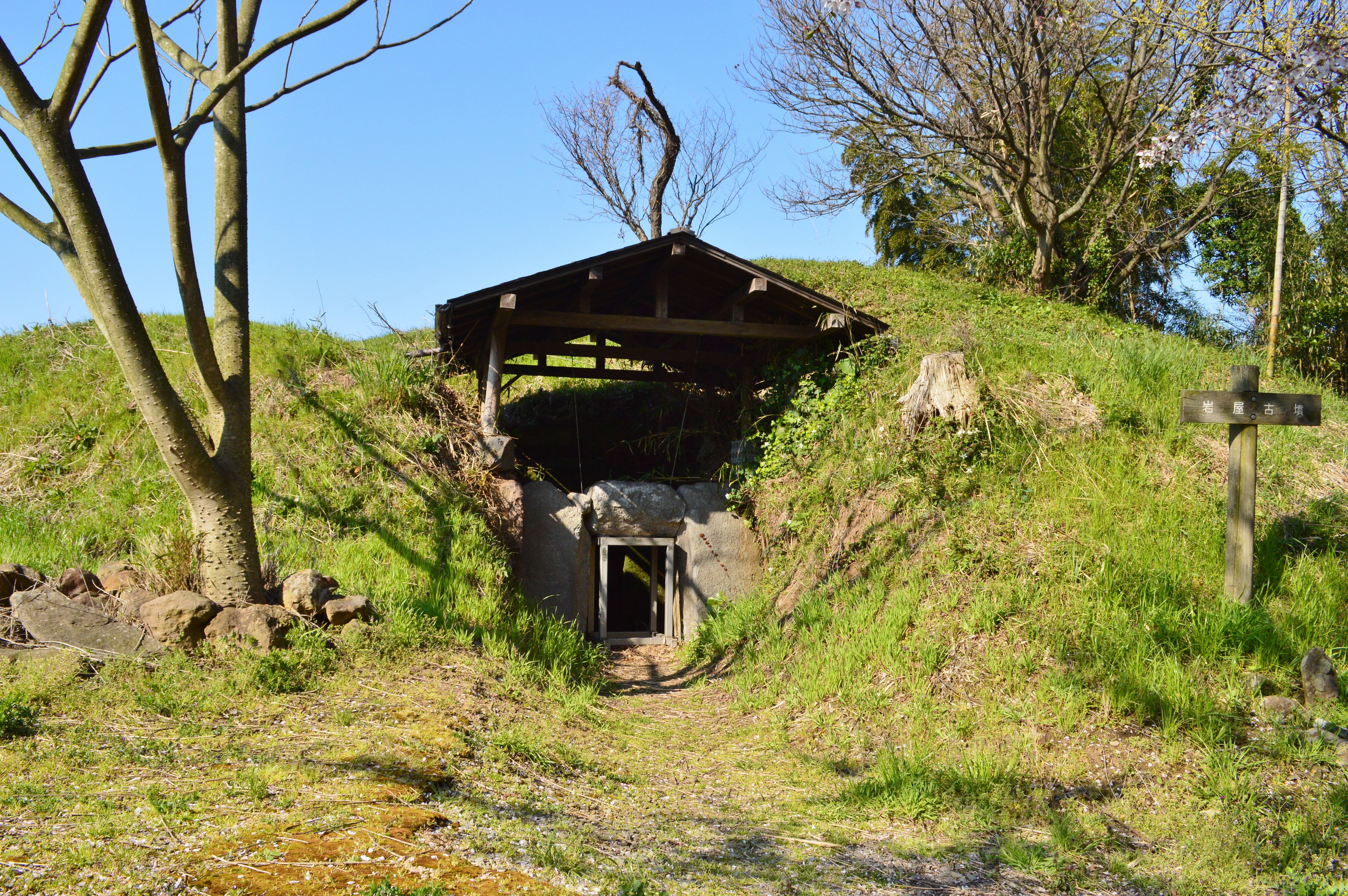
1号墳（岩屋古墳）
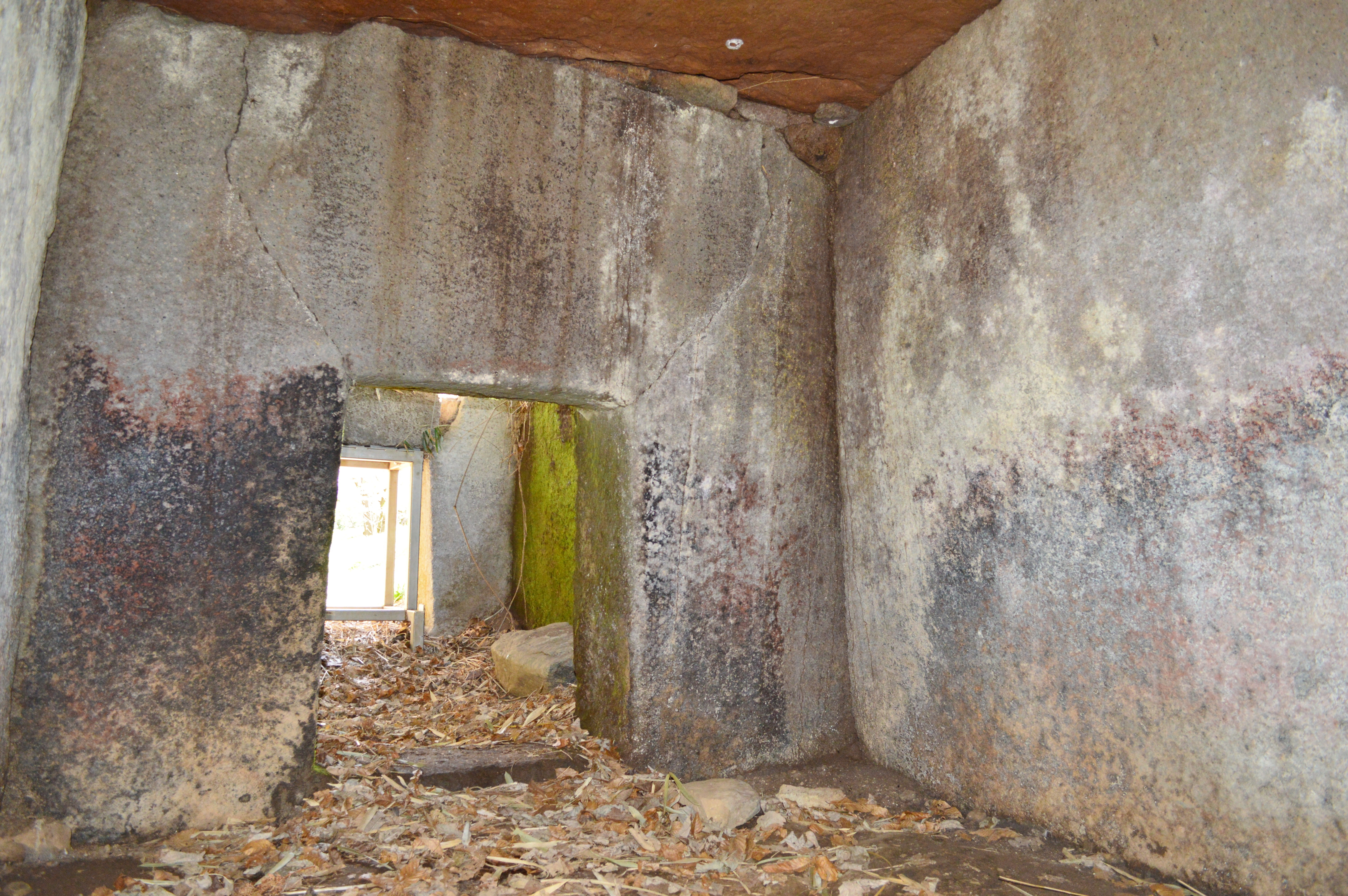
1号墳（岩屋古墳）石室
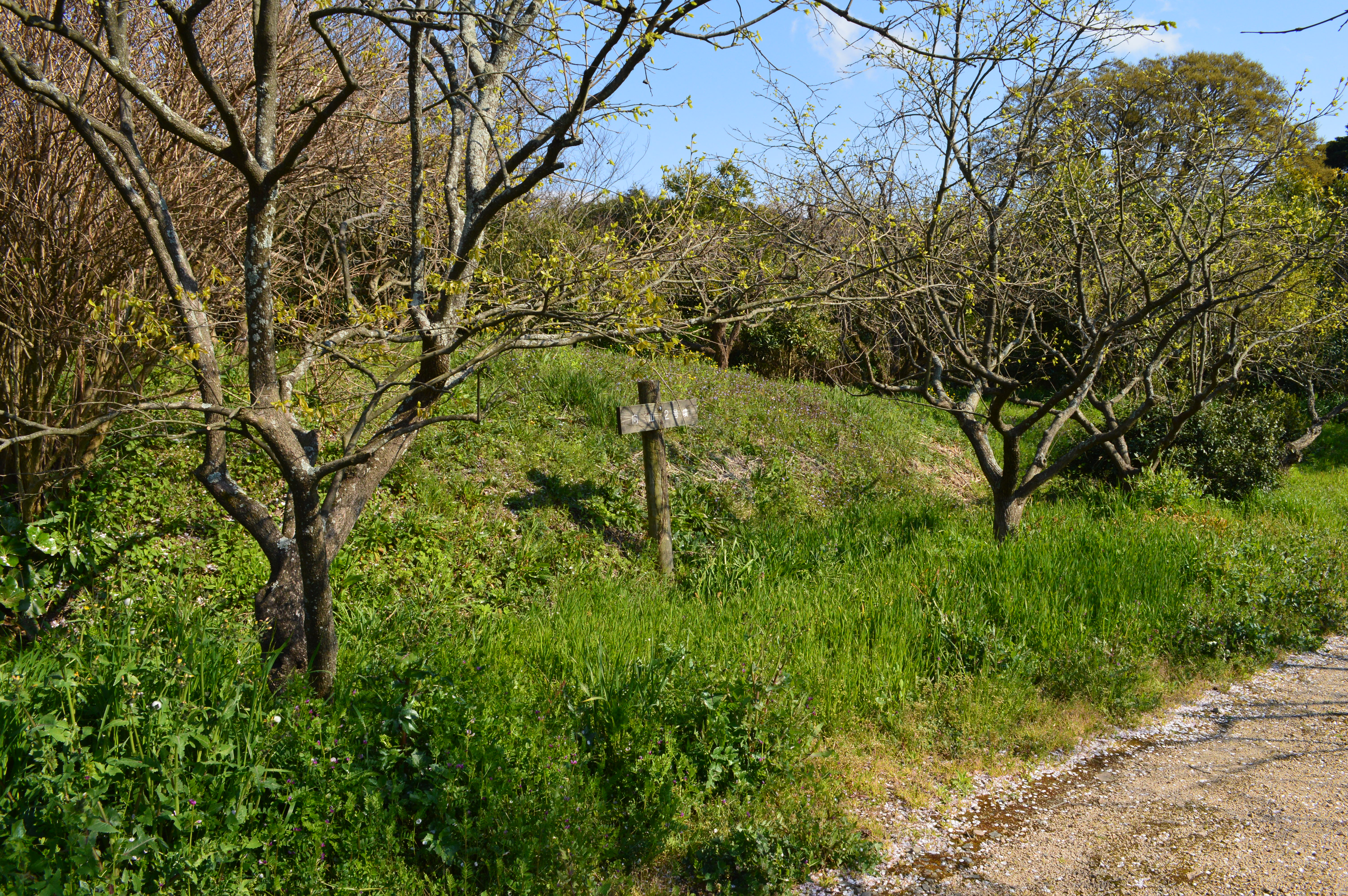
2号墳
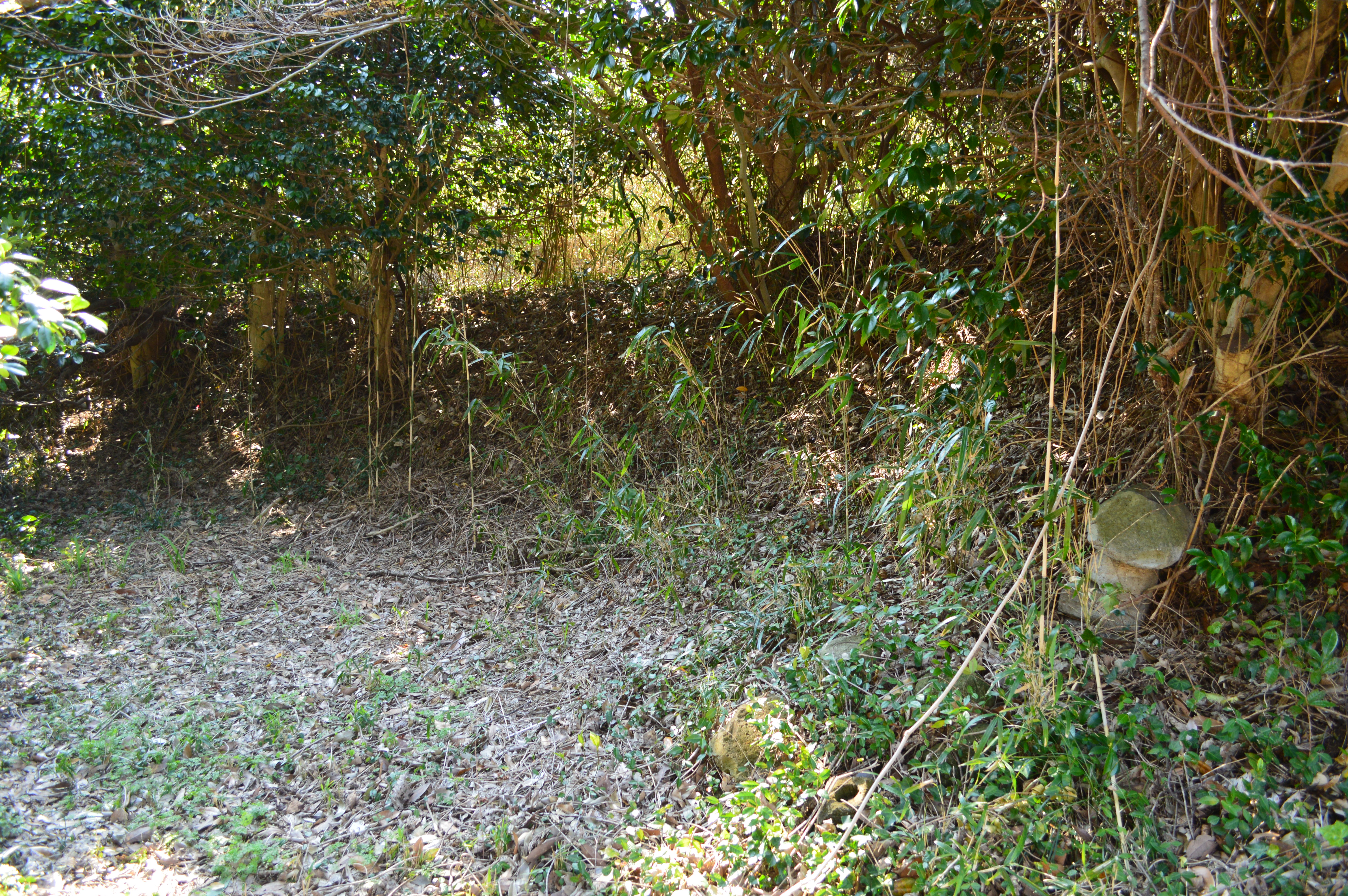
3号墳
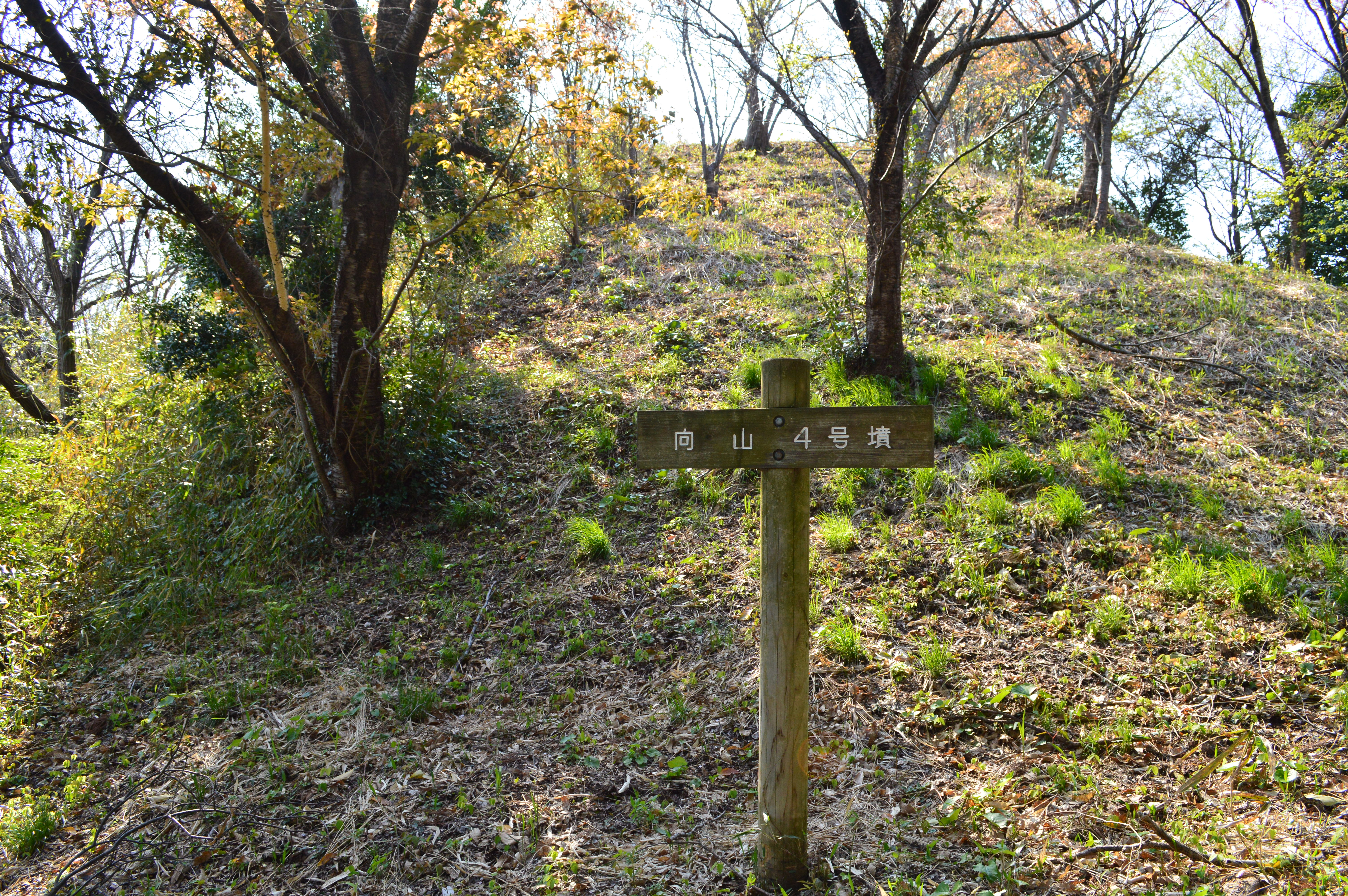
4号墳
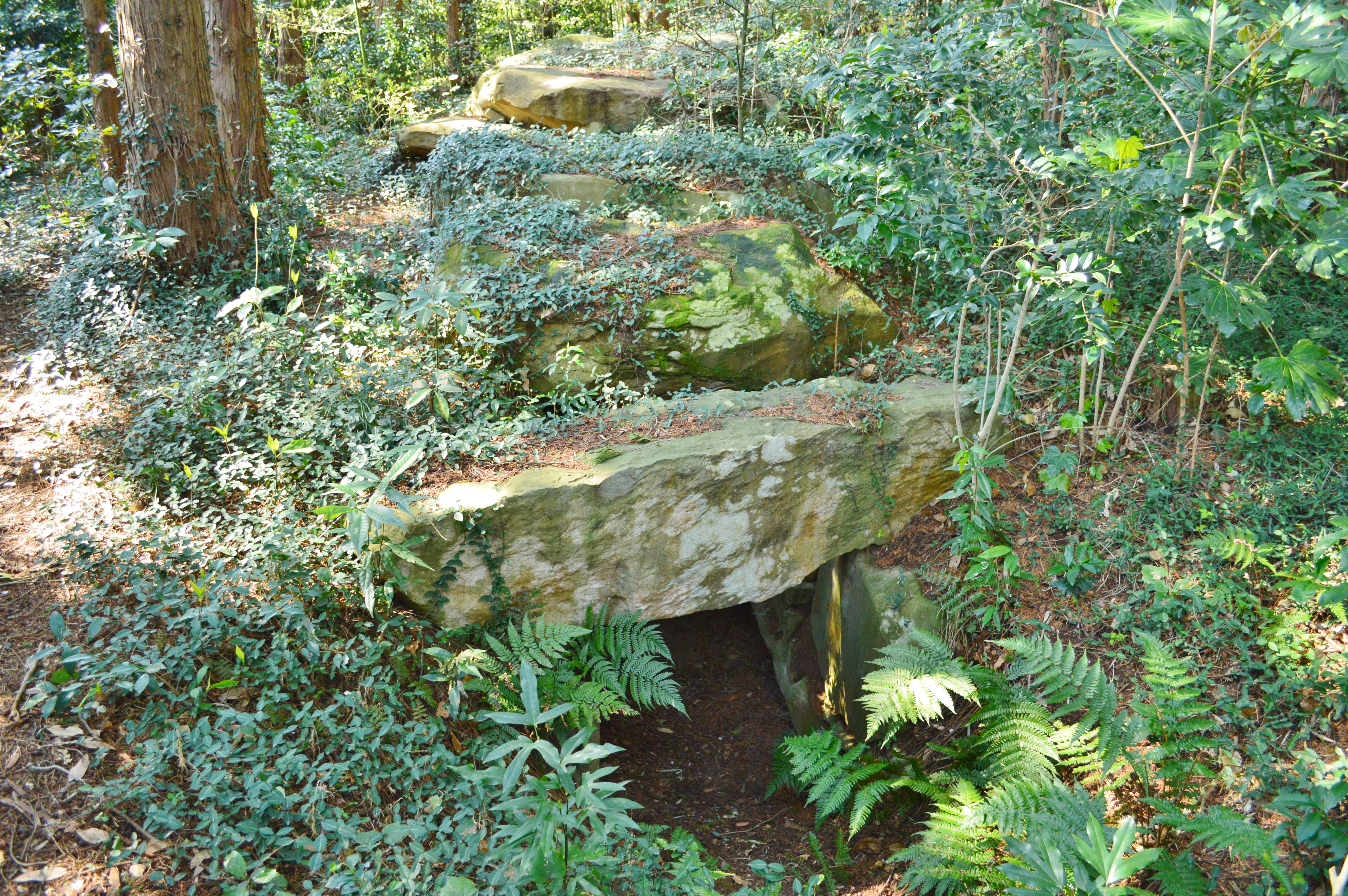
5号墳（長者ヶ平古墳）
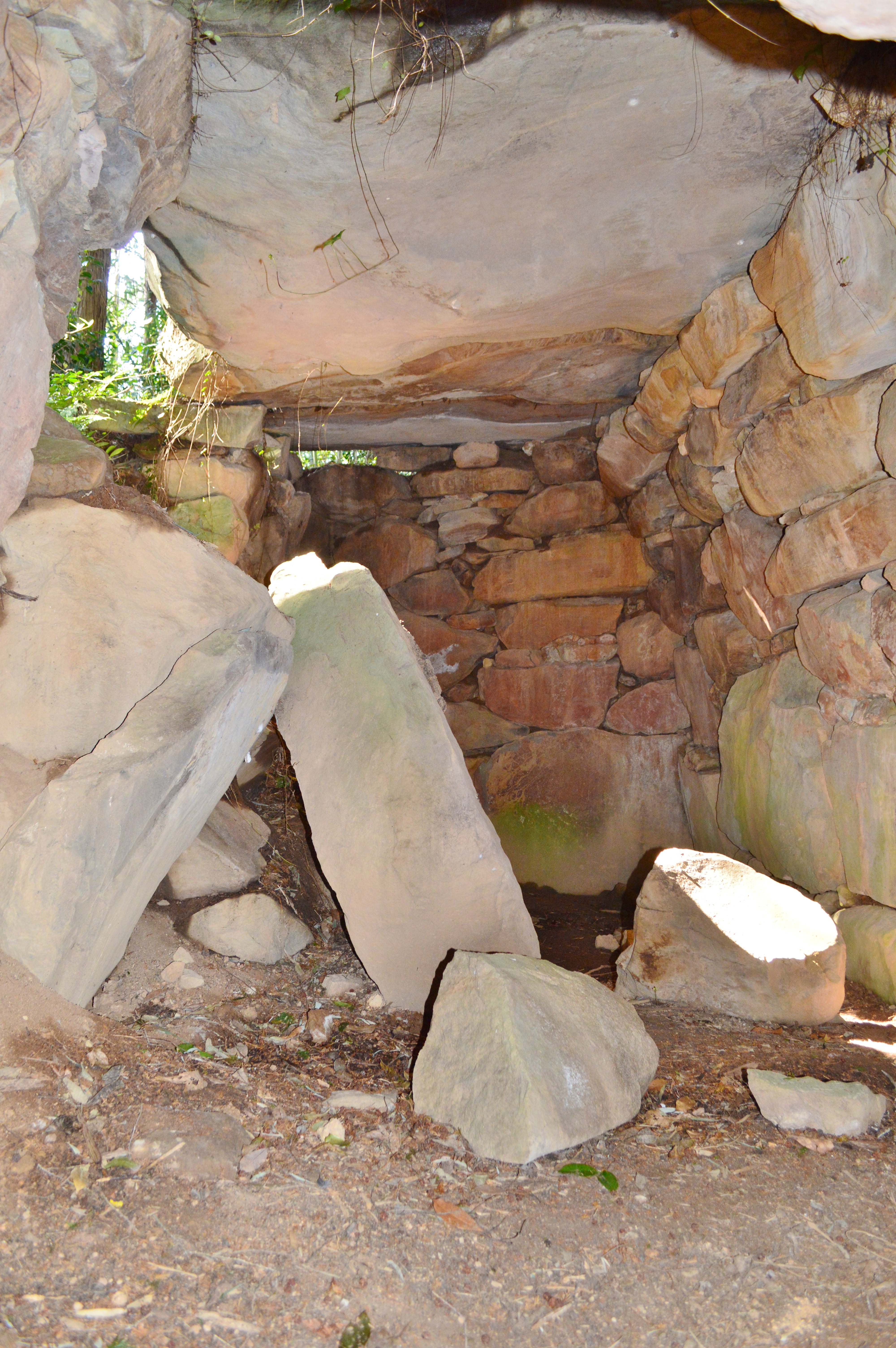
5号墳（長者ヶ平古墳）石室
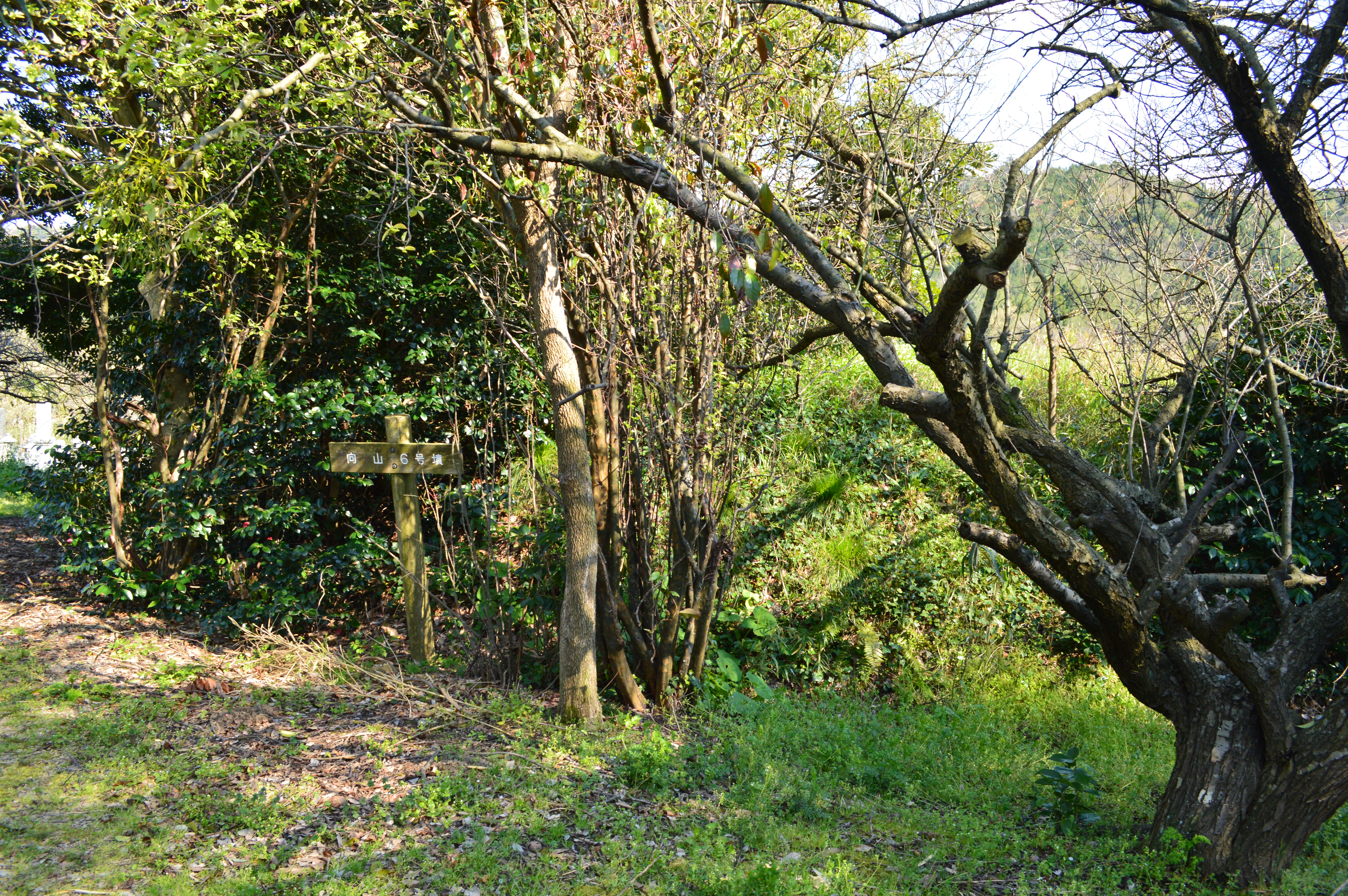
6号墳
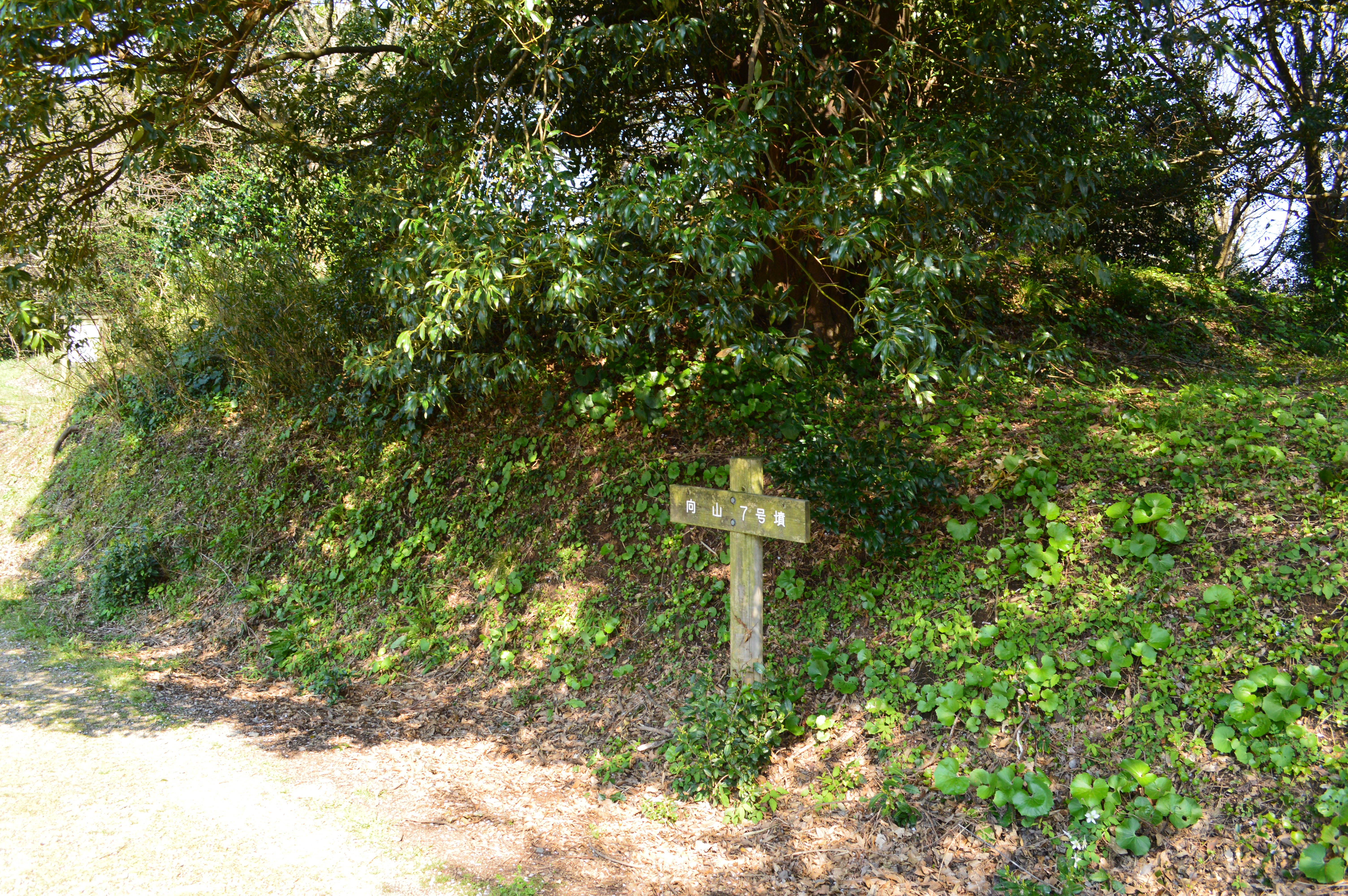
7号墳
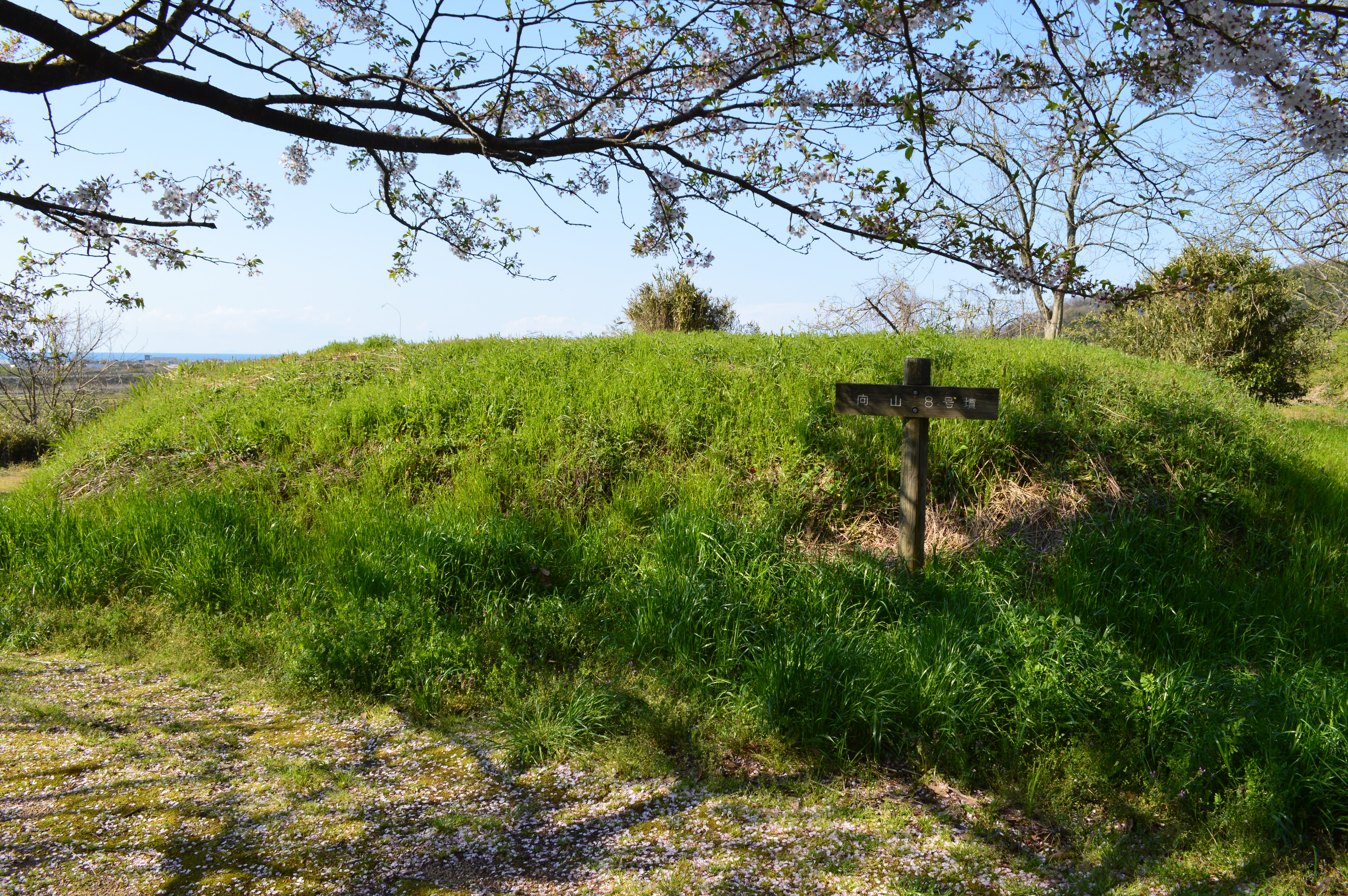
8号墳
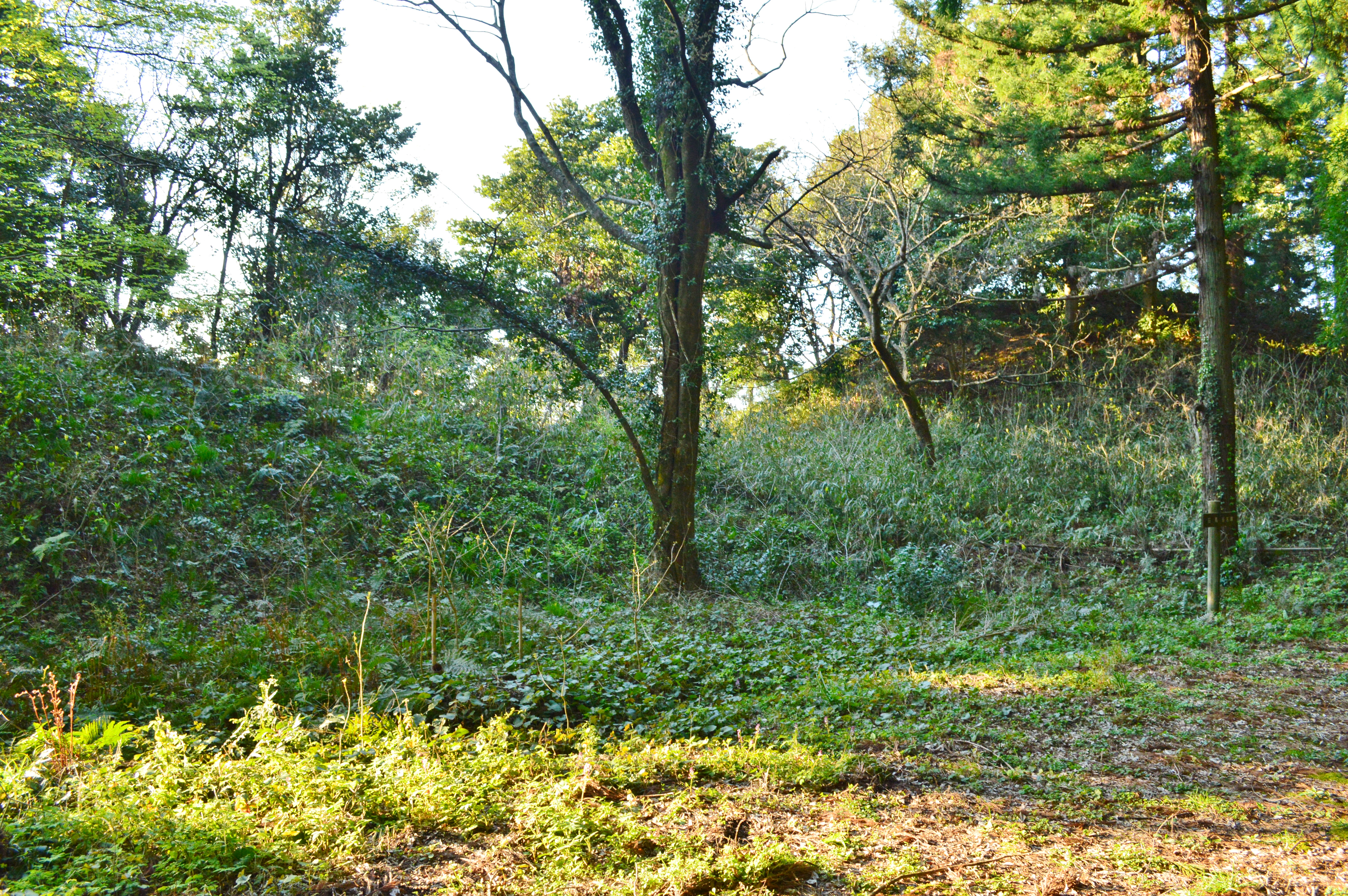
小枝山5号墳（石馬谷古墳）

## 文化財

### 国の史跡
- 向山古墳群
1932年（昭和7年）7月23日、岩屋古墳が国の史跡に指定[1]。
1999年（平成11年）7月13日、史跡「岩屋古墳」に従来未指定であった古墳13基（向山古墳群5基（5号墳除く）、瓶山古墳群7基、石馬谷古墳）を追加指定して、史跡指定名称を「向山古墳群」に変更[1]。